# Brick (informatique)
Pour les articles homonymes, voir Brick.

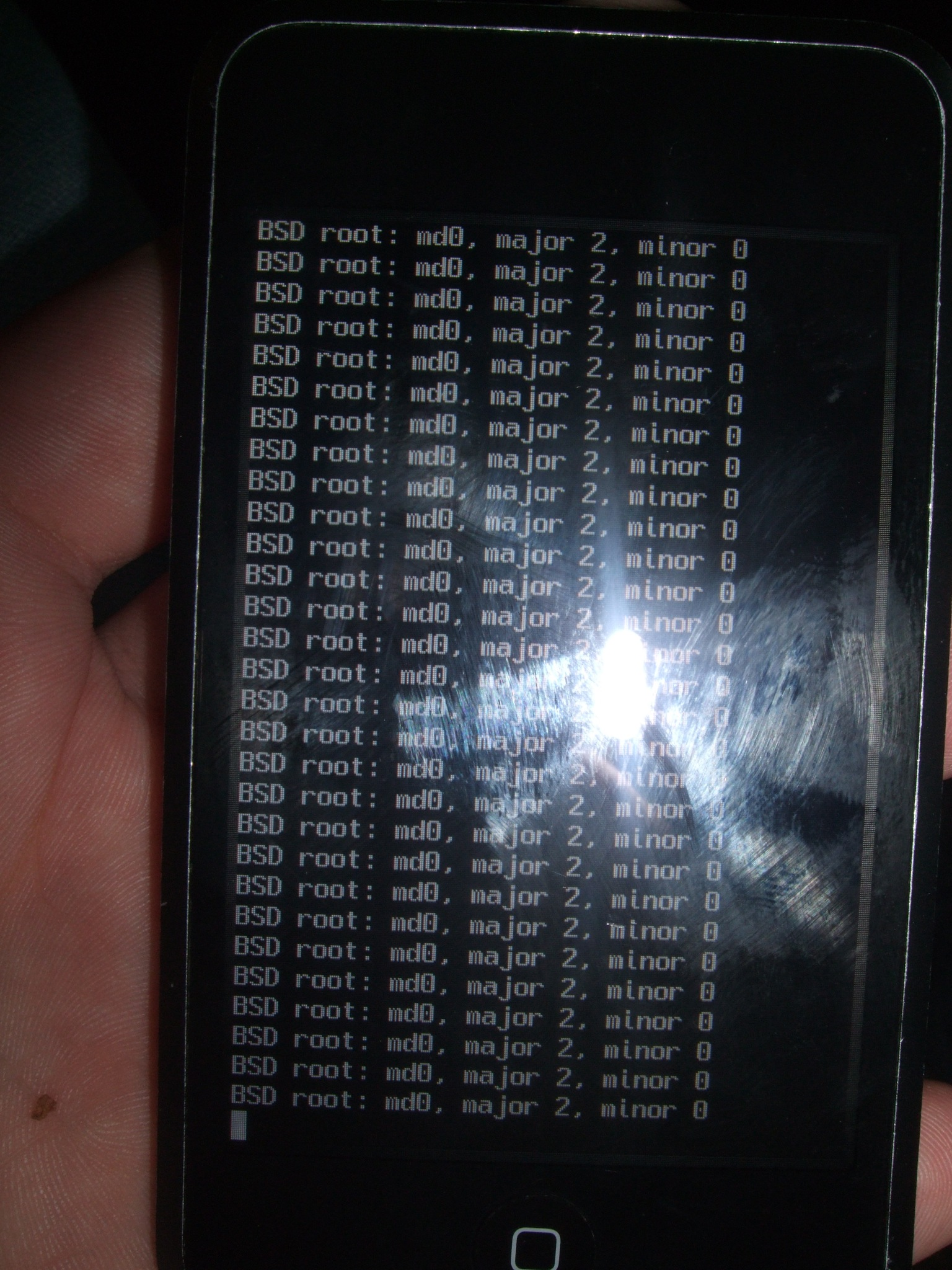
Un Ipod qui est brické.

En informatique, brick est un terme anglais (« brique ») utilisé pour désigner une mort logicielle ou matérielle d'un produit, généralement difficilement, voire impossible à réparer.  Cela peut se produire notamment à cause d'un virus (comme pour la DS le cheval de Troie DS.Brick.A/B), ou d'un plantage au cours d'une mise à jour importante, par exemple d'un logiciel embarqué (firmware).
Utilisé en particulier dans le domaine des consoles de jeux vidéo, le terme possède à la base une connotation humoristique, car un appareil brické est à peu près aussi utile qu'une brique.

## Types
Les bricks peuvent être de trois types, du moins grave au plus grave :
1. Le brick de haut niveau, ce qui signifie que c'est uniquement le logiciel inscrit sur la mémoire vive qui est corrompu.
2. Le brick de bas niveau, il s'agit donc d'un problème au niveau de la mémoire morte (ça peut survenir lors d'un flashage mal exécuté)
3. Le brick matériel, ou panne matérielle (exemple : Le Ring Of Death), qui nécessitera généralement le changement de matériel (voir d'appareil selon les cas)

Pour le premier cas, il est parfois possible de réparer (donc réinstaller un OS) l'appareil sans nécessiter ou peu de matériel externe (notez que ces solutions sont très rarement proposées par le fabricant, il faudra souvent passer par des méthodes de hack). Le deuxième cas nécessitera généralement des machines très spécifiques qui ne sont, la plupart du temps, possédées que par des professionnels ou plus simplement par le fabricant. Le troisième cas nécessite en général des pièces neuves. On peut en trouver parfois sur le marché des occasions, ou sinon... En achetant un autre appareil en état de marche (ce qui fait que dans ce cas la grosse majorité du temps, il est plus avantageux de racheter un nouvel appareil).
Si un brick survient et qu'il n'est pas du fait de l'utilisateur (et surtout si l'appareil est encore sous garantie), il peut être une nettement meilleure idée de le renvoyer au service après-vente (en prenant bien soin de faire une copie de sauvegarde des données que l'on souhaite garder).